# Androstanolone
Androstanolone, hoặc stanolone, còn được gọi là dihydrotestosterone (DHT) và được bán dưới tên thương hiệu Andractim số những người khác, là một nội tiết tố androgen và anabolic steroid (AAS) thuốc và hormone được sử dụng chủ yếu trong điều trị nồng độ testosterone thấp ở nam giới. Nó cũng được sử dụng để điều trị sự phát triển vú và dương vật nhỏ ở nam giới. Nó thường được dùng dưới dạng gel để bôi lên da, nhưng cũng có thể được sử dụng như một ester bằng cách tiêm bắp.
Tác dụng phụ của androstanolone bao gồm các triệu chứng nam tính như mụn trứng cá, tăng trưởng tóc, thay đổi giọng nói và tăng ham muốn tình dục. Thuốc là một androgen và đồng hóa steroid tự nhiên và do đó là một chất chủ vận của thụ thể androgen (AR), mục tiêu sinh học của androgen như testosterone và DHT. Nó có tác dụng androgen mạnh và tác dụng đồng hóa rất yếu, cũng như không có tác dụng estrogen.
Androstanolone được phát hiện vào năm 1935 và được giới thiệu sử dụng trong y tế vào năm 1953. Nó được sử dụng chủ yếu ở Pháp. Thuốc đã được sử dụng bởi các vận động viên cử tạ để tăng hiệu suất do tính chất androgen mạnh mẽ của nó. Thuốc là một chất được kiểm soát ở nhiều quốc gia và vì vậy sử dụng phi y tế nói chung là bất hợp pháp.

## Sử dụng trong y tế
Androstanolone có sẵn trong các công thức dược phẩm để sử dụng y tế như một androgen. Nó được sử dụng chủ yếu trong điều trị suy sinh dục nam và được phê duyệt đặc biệt cho chỉ định này ở một số quốc gia. Thuốc bôi androstanolone rất hữu ích trong điều trị bệnh gynecomastia. Tương tự, androstanolone enanthate thông qua tiêm bắp đã được tìm thấy là có hiệu quả trong điều trị gynecomastia pubertal kéo dài. Thuốc cũng đã được sử dụng như một loại gel bôi để điều trị dương vật nhỏ ở các bé trai trước và sau sinh với hội chứng không nhạy cảm androgen một phần.
Androstanolone đã được tìm thấy là có hiệu quả trong điều trị ung thư vú tiến triển ở phụ nữ trong những năm 1950, mặc dù nó được sử dụng với liều lượng rất cao và gây ra tình trạng nhiễm virut nghiêm trọng. Một thời gian ngắn sau đó, drostanolone propionate (2α-methylandrostanolone propionate) đã được phát triển để sử dụng thay vì androstanolone do dược động học vượt trội của nó và đã được giới thiệu cho chỉ định này ở Hoa Kỳ và Châu Âu vào đầu những năm 1960.
| Lộ trình / hình thức                                                | Androgen                                                                         | Liều dùng                |
| ------------------------------------------------------------------- | -------------------------------------------------------------------------------- | ------------------------ |
| Uống                                                                | Methyltestosterone                                                               | 30–200 mg / ngày         |
| Uống                                                                | Fluoxymesterone                                                                  | 10–40 mg 3x / ngày       |
| Uống                                                                | Calusterone                                                                      | 40 mg 4x / ngày          |
| Uống                                                                | Normethandrone                                                                   | 40 mg / ngày             |
| Tiêm <abbr title="<nowiki>Intramuscular</nowiki>">IM                | Testosterone propionate                                                          | 50–100 mg 3x / tuần      |
| Tiêm <abbr title="<nowiki>Intramuscular</nowiki>">IM                | Testosterone enanthate                                                           | 200–400 mg 1x / 2-4 tuần |
| Tiêm <abbr title="<nowiki>Intramuscular</nowiki>">IM                | Testosterone cypionate                                                           | 200–400 mg 1x / 2-4 tuần |
| Tiêm <abbr title="<nowiki>Intramuscular</nowiki>">IM                | Methandriol (<abbr title="<nowiki>aqueous suspension</nowiki>">aq. Nghi ngờ.)    | 100 mg 3x / tuần         |
| Tiêm <abbr title="<nowiki>Intramuscular</nowiki>">IM                | Androstanolone (<abbr title="<nowiki>aqueous suspension</nowiki>">aq. Nghi ngờ.) | 300 mg 3x / tuần         |
| Tiêm <abbr title="<nowiki>Intramuscular</nowiki>">IM                | Thuốc nhỏ giọt propionate                                                        | 100 mg 3x / tuần         |
| Tiêm <abbr title="<nowiki>Intramuscular</nowiki>">IM                | Nandrolone decanoate                                                             | 50–100 mg 1x / 1-3 tuần  |
| Tiêm <abbr title="<nowiki>Intramuscular</nowiki>">IM                | Nandrolone phenylpropionate                                                      | 50–100 mg/tuần           |
| Lưu ý: Liều dùng không nhất thiết phải tương đương. Nguồn: Xem mẫu. |                                                                                  |                          |

## Tác dụng phụ
Các tác dụng bất lợi của androstanolone tương tự như các AAS khác và bao gồm các tác dụng phụ androgen như da dầu, mụn trứng cá, bã nhờn, tăng sự phát triển của tóc trên khuôn mặt/cơ thể, rụng tóc da đầu, và tăng sự hung hăng và ham muốn tình dục. Ở phụ nữ, androstanolone có thể gây ra nam tính hóa một phần không thể đảo ngược, ví dụ như làm sâu giọng nói, hirsutism, clitoromegaly, teo vú và phì đại cơ bắp, cũng như rối loạn kinh nguyệt và vô sinh có thể đảo ngược. Ở nam giới, thuốc cũng có thể gây ra suy sinh dục, teo tinh hoàn và vô sinh có thể đảo ngược ở liều đủ cao.
Androstanolone có thể có tác dụng phụ trên hệ thống tim mạch, đặc biệt là sử dụng lâu dài với liều lượng cao. AAS như androstanolone kích thích tạo hồng cầu (tế bào máu đỏ sản xuất) và tăng hematocrit cấp và ở liều lượng cao có thể gây ra đa hồng cầu (sản xuất quá mức của các tế bào máu đỏ), có thể làm tăng đáng kể nguy cơ thrombic sự kiện như tắc mạch và đột quỵ. Không giống như nhiều AAS khác, androstanolone không được aroma hóa và không có nguy cơ tác dụng phụ estrogen như gynecomastia, giữ nước hoặc phù. Ngoài ra, vì nó không phải là AAS được kiềm hóa 17α và được tiêm tĩnh mạch, androstanolone không có nguy cơ nhiễm độc gan.

## Dược lý

### Dược lực học
Androstanolone là một chất chủ vận mạnh của AR. Nó có ái lực (Kd) từ 0,25 đến 0,5 nM đối với AR người, cao hơn khoảng 2 đến 3 lần so với testosterone (Kd = 0,4 đến 1,0   nM)  và tốc độ phân ly của androstanolone từ AR cũng chậm hơn khoảng 5 lần so với testosterone. EC <sub id="mwdQ">50</sub> của androstanolone để kích hoạt AR là 0,13 nM, mạnh hơn khoảng 5 lần so với testosterone (EC50 = 0,66 nM). Trong sinh học, androstanolone đã được tìm thấy mạnh hơn 2,5 đến 10 lần so với testosterone.
Không giống như testosterone và các AAS khác, androstanolone không thể được aroma hóa và vì lý do này, không có nguy cơ tác dụng phụ estrogen như gynecomastia ở bất kỳ liều lượng nào. Ngoài ra, androstanolone không thể được chuyển hóa bởi 5α-reductase (vì nó đã giảm 5α) và vì lý do này, không được tạo ra trong các mô được gọi là "androgenic" như da, nang lông và tuyến tiền liệt, do đó cải thiện tỷ lệ của nó đồng hóa với hiệu ứng androgenic. Tuy nhiên, androstanolone dù sao cũng được mô tả là một tác nhân đồng hóa rất kém. Điều này được cho là do nó có ái lực cao với vai trò là chất nền cho 3α-hydroxapseoid dehydrogenase (3α-HSD), được biểu hiện cao trong cơ xương và làm bất hoạt androstanolone thành 3α-androstanediol, một chất chuyển hóa có hoạt tính AR rất yếu. Không giống như androstanolone, testosterone có khả năng chống chuyển hóa rất cao bởi 3α-HSD, và do đó không bị bất hoạt tương tự trong cơ xương.

### Dược động học

#### Hấp thụ
Sinh khả dụng của androstanolone khác nhau đáng kể tùy thuộc vào đường dùng của nó. Sinh khả dụng đường uống của nó là rất thấp, và androstanolone được coi là không hiệu quả bằng đường uống. Sinh khả dụng qua da của androstanolone là khoảng 10%. Mặt khác, sinh khả dụng của nó với tiêm bắp, mặt khác, đã hoàn thành (100%).

#### Phân phối
Liên kết protein huyết tương của androstanolone là khoảng 98,5 đến 99,0%. Nó bị ràng buộc 50 đến 80% với globulin gắn với hormone giới tính, 20 đến 40% với albumin và dưới 0,5% với globulin gắn với corticosteroid, với khoảng 1,0 đến 1,5% lưu thông tự do hoặc không liên kết.

#### Chuyển hóa
Thời gian bán hủy cuối cùng của androstanolone trong tuần hoàn (53   phút) dài hơn so với testosterone (34   phút) và điều này có thể chiếm một số khác biệt về tiềm năng của chúng. Một nghiên cứu về điều trị qua da và điều trị bằng testosterone đã báo cáo thời gian bán hủy cuối cùng tương ứng là 2,83  giờ và 1,29 giờ.

## Hóa học
Androstanolone, còn được gọi là 5α-androstan-17β-ol-3-one hoặc 5α-dihydrotestosterone (5α-DHT), là một steroid androstane tự nhiên có nhóm ketone ở vị trí C3 và nhóm hydroxyl ở vị trí C17β. Nó là dẫn xuất của testosterone trong đó liên kết đôi giữa các vị trí C4 và C5 đã bị giảm hoặc hydro hóa.

### Este
Một số C17β este tiền chất của androstanolone, bao gồm benzoat androstanolone, androstanolone enanthate, androstanolone propionate, và androstanolone valerate, đã được phát triển và giới thiệu dùng trong y tế như AAS. Ngược lại, dihydrotestosterone axetat, dihydrotestosterone butyrate và dihydrotestosterone formate đã được phát triển nhưng chưa được bán trên thị trường.

### Các dẫn xuất
Các dẫn xuất tổng hợp của androstanolone (DHT) đã được phát triển như AAS bao gồm:
| Non-17α-alkylated derivatives - Marketed - Bolazine (an azine dimer prodrug of drostanolone) - Drostanolone (2α-methyl-DHT) - Epitiostanol (2α,3α-epithio-DHT) - Mepitiostane (a 17-ether prodrug of epitiostanol) - Mesterolone (1α-methyl-DHT) - Metenolone (1-methyl-δ1-DHT) - Stenbolone (2-methyl-δ1-DHT) - Never marketed - 1-Testosterone (dihydroboldenone; δ1-DHT) - Mesabolone (a 17-ether prodrug of δ1-DHT) - Prostanozol (a 17-ether prodrug of 17α-demethylstanozolol) | 17α-Alkylated derivatives - Marketed - Androisoxazole (a 2,3-isoxazole A ring-fused derivative of 17α-methyl-DHT) - Furazabol (a 2,3-furan A ring-fused derivative of 17α-methyl-DHT) - Mebolazine (an azine dimer prodrug of methasterone) - Mestanolone (17α-methyl-DHT) - Oxandrolone (2-oxa-17α-methyl-DHT) - Oxymetholone (2-hydroxymethylene-17α-methyl-DHT) - Stanozolol (a 2,3-pyrazole A ring-fused derivative of 17α-methyl-DHT) - Never marketed - Desoxymethyltestosterone (3-deketo-17α-methyl-δ2-DHT) - Methasterone (2α,17α-dimethyl-DHT) - Methyl-1-testosterone (methyldihydroboldenone; 17α-methyl-δ1-DHT) - Methylepitiostanol (2α,3α-epithio-17α-methyl-DHT) - Methylstenbolone (2,17α-dimethyl-δ1-DHT) |

## Lịch sử
Androstanolone lần đầu tiên được phát hiện và tổng hợp vào năm 1935 bởi Adolf Butenandt và các đồng nghiệp của ông. Nó được giới thiệu lần đầu tiên cho mục đích y tế vào năm 1953, dưới tên thương hiệu Neodrol ở Hoa Kỳ, và sau đó được bán ở Anh và các nước châu Âu khác.

## Xã hội và văn hoá

### Tên gốc
Khi được sử dụng như một loại thuốc, androstanolone được gọi là androstanolone (INN) hoặc stanolone (BAN) chứ không phải là DHT.

### Tên biệt dược
Tên biệt dược của androstanolone bao gồm Anaboleen, Anabolex, Anaprotin (UK), Andractim (trước đây là AndroGel-DHT) (FR, BE, LU), Androlone, Apeton, Gelovit (ES), Neodrol, Ophtovital (DE), Pesomax (IT) Stanaprol, và Stanolone, trong số những người khác.

### Tính khả dụng
Sự sẵn có của dược phẩm androstanolone còn hạn chế; nó không có sẵn ở Hoa Kỳ hoặc Canada, nhưng nó đã hoặc đang có sẵn ở một số nước châu Âu, bao gồm Vương quốc Anh, Đức, Pháp, Tây Ban Nha, Ý, Bỉ và Luxembourg.
Các công thức có sẵn của androstanolone bao gồm miệng hoặc viên nén ngậm dưới lưỡi (Anabolex, Stanolone), bôi gel (Andractim, Gelovit, Ophtovital), và, như este trong dầu, thuốc chích như androstanolone propionate (Pesomax) và androstanolone valerate (Apeton). Androstanolone benzoate (Ermopol-Amp, Hermopol, Sarcosan) và androstanolone enanthate (Anaboleen Depot) là các este androstanolone bổ sung có sẵn cho sử dụng y tế ở một số quốc gia. Các este Androstanolone hoạt động như các tiền chất của androstanolone trong cơ thể và có tác dụng dự trữ lâu dài khi được tiêm qua đường tiêm bắp.

### Tình trạng pháp lý
Androstanolone, cùng với AAS khác, là chất được kiểm soát theo lịch trình III tại Hoa Kỳ theo Đạo luật về các chất bị kiểm soát.

## Nghiên cứu
Vào đầu những năm 2000 đến giữa năm 2000, androstanolone xuyên da đang được phát triển ở Hoa Kỳ để điều trị chứng suy sinh dục (như một hình thức trị liệu thay thế androgen), loãng xương nam và suy nhược cơ thể (ở bệnh nhân ung thư) và ở Úc đối với điều trị tăng sản tuyến tiền liệt lành tính (BPH). Nó đã đạt được các thử nghiệm lâm sàng giai đoạn II đối với hypogonadism và BPH và nghiên cứu lâm sàng giai đoạn III đối với chứng suy nhược nhưng sự phát triển cuối cùng không bao giờ được hoàn thành đối với các chỉ định này ở các quốc gia cụ thể này. Mặc dù bản thân androstanolone chưa được chấp thuận cho chứng sợ hãi ở bất kỳ quốc gia nào, một dẫn xuất tổng hợp có hoạt tính bằng đường uống của androstanolone, oxandrolone (2-oxa-17α-methylandrostanolone), được chấp thuận và sử dụng cho chỉ định này ở Hoa Kỳ.
Các androgen tại chỗ như androstanolone đã được sử dụng và nghiên cứu trong điều trị cellulite ở phụ nữ. Thuốc bôi androstanolone trên bụng cũng đã được tìm thấy để giảm đáng kể mỡ bụng dưới da ở phụ nữ, và do đó có thể hữu ích để cải thiện hình bóng cơ thể. Tuy nhiên, đàn ông và phụ nữ hyperandrogenic có lượng mỡ bụng cao hơn phụ nữ khỏe mạnh và androgen đã được tìm thấy để tăng mỡ bụng ở phụ nữ sau mãn kinh và cả nam giới chuyển giới.